# Ganolepis gracilis
Ganolepis gracilis è un pesce osseo estinto, appartenente agli attinotterigi. Visse nel Permiano inferiore (circa 298 - 295 milioni di anni fa) e i suoi resti fossili sono stati ritrovati in Russia.

## Descrizione
Questo pesce era di dimensioni molto piccole, e raramente superava i 7 centimetri di lunghezza. Era dotato di un corpo snello e allungato,  di una testa grande e allungata e di un muso arrotondato; gli occhi erano grandi. La pinna dorsale era triangolare ma dalla punta ottusa, situata nella metà posteriore del corpo. La pinna anale era pressoché opposta a quella dorsale, anche se un po' più arretrata. Le pinne pettorali e quelle pelviche erano piccole. La pinna caudale era eterocerca, con il lobo superiore più sviluppato. Le scaglie erano di forma squadrata, disposte in file regolari, ed erano ricoperte da uno strato di ganoina (come indica il nome Ganolepis).

## Classificazione
Ganolepis gracilis venne descritto per la prima volta da Arthur Smith Woodward nel 1893, sulla base di resti fossili ritrovati in Siberia, in terreni probabilmente risalenti al Permiano inferiore ma da alcuni autori riferibili al Carbonifero.
Non è chiaro nemmeno a quale gruppo di pesci attinotterigi appartenesse Ganolepis: tipicamente considerato un paleonisciforme, Ganolepis è stato di volta in volta ascritto alle famiglie Palaeoniscidae, Rhadinichthyidae ed Elonichthyidae, ma lo stesso gruppo dei paleonisciformi è attualmente considerato parafiletico.

## Paleoecologia
Ganolepis doveva essere un piccolo predatore abbastanza agile.